# Frank Farian
Frank Farian, egentligen Franz Reuther, född 18 juli 1941 i Kirn, Rheinland-Pfalz, död 23 januari 2024 i Miami, Florida, var en tysk musikproducent, kompositör och sångare.
Farian är mest känd för att ha skapat grupperna Boney M., Milli Vanilli och Eruption samt för att ha producerat Terence Trent D'Arby. Terence Trent D'Arby har sålt cirka 20 miljoner album, och både Milli Vanilli och Boney M. har sålt över 30 miljoner album.
Farian var den som själv sjöng den manliga delen på skivinspelningarna med Boney M., inte medlemmen Bobby Farrell. Detta var inte något som hemlighölls, utan sades redan från början.
I slutet av 1980-talet startade Farian gruppen Milli Vanilli, som bestod av Rob Pilatus och Fab Morvan, som blev enormt berömda världen över. Farian fortsatte med att skapa gruppen La Bouche under 1990-talet.